# Герхард I фон Хагенхаузен
Герхард I фон Хагенхаузен (на немски: Gerhard I von Hagenhausen; * ок. 1131; † сл. 1166 или сл. 1178) е господар на Хайнхаузен или Хагенхаузен. Той е родител на господарите на Епщайн.

## Произход
Той е син на Герхард фон Хагенхаузен († сл. 1135).
Към края на 12 век господарите на Хайнхаузен получават замък Епщайн като феод и те веднага се наричат господари фон Епщайн и го правят център на територията си.

## Деца
Герхард I фон Хагенхаузен има децата:
- Герхард I фон Епщайн (* ок. 1143; † сл. 1190), господар на Епщайн, сменя името си от Герхард I, II или III фон Хайнхаузен или Хагенхаузен на Герхард фон Епщайн, има деца[4]
- Хилдегард фон Хагенхаузен, омъжена за Филип II фон Боланден († сл. 1187), син на Вернер II фон Боланден, фогт на Ингелхайм († ок. 1198)
- дете фон Хагенхаузен, родител на Метхилдис фон Хагенхаузен († сл. 1221), омъжена за Берингер фон Гамбург (* пр. 1170; † сл. 1220)
- Готфрид фон Хайнхаузен (* ок. 1172; † 1192/1193), господар на Хайнхаузен, няма деца